# Părinte

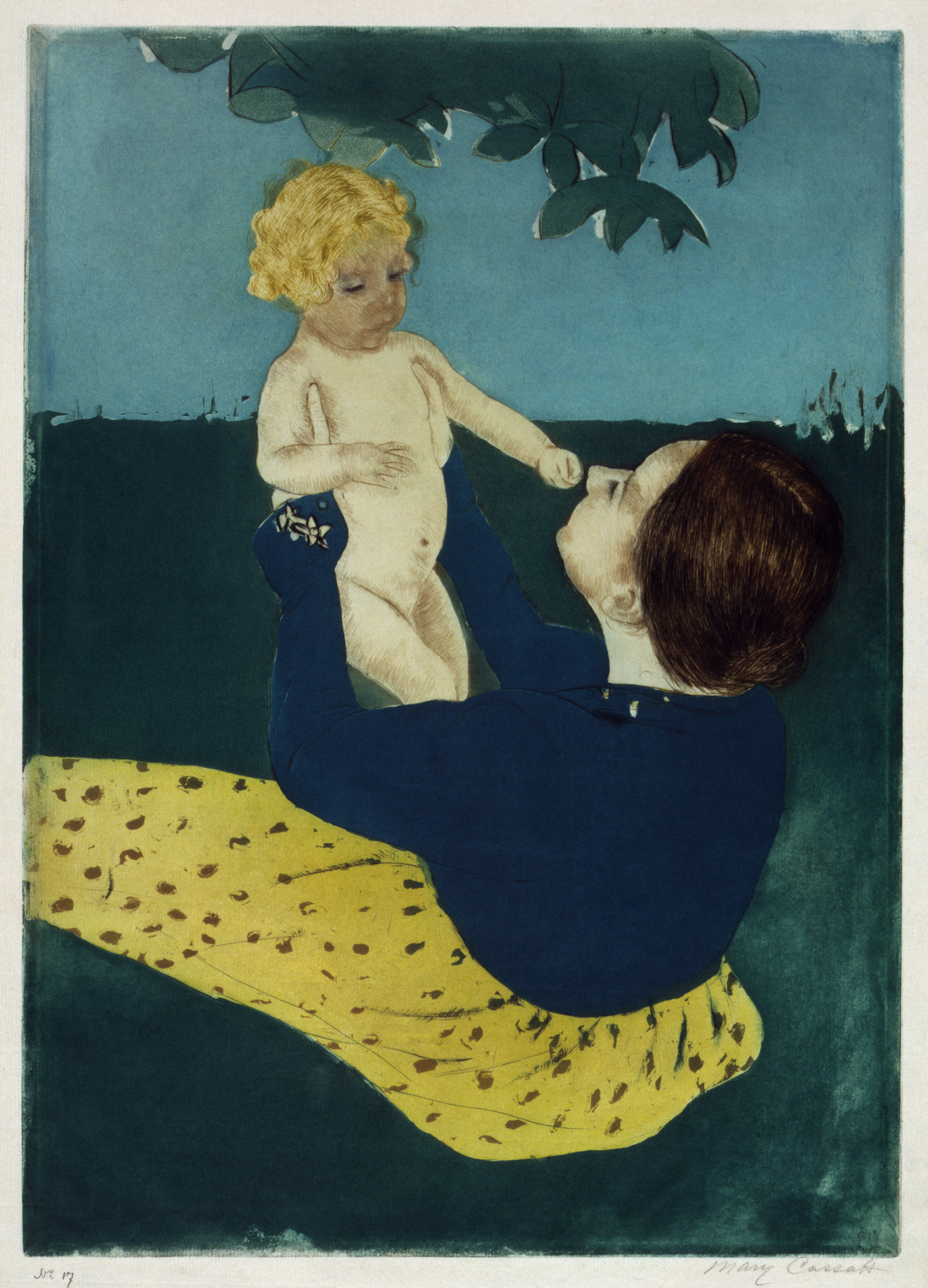
Sub castan de Mary Cassatt, 1898.

Un părinte (din latinescul parēns, pl. parentis) ceea ce insemna, procreator, mama, tata. La oameni, un părinte îngrijește un copil (unde cuvântul „copil” se referă la un urmaș, nu neapărat la o vârstă). Copiii pot avea unul sau mai mulți părinți, dar numai doi se numesc părinți biologici. Părinții biologici reprezintă masculul care a procreat copilul și femela care a dat naștere copilului. În societăților umane, mama și tatăl biologici sunt responsabil pentru creșterea copilului lor. Totuși, unii părinți nu sunt înrudiți biologic cu coTermenul părintepiii lor. Un părinte adoptiv este acela care crește și educă urmașul unor părinți biologici, însă el nu este înrudit biologic cu copilul. Copiii fără un părinte adoptiv pot fi crescuți de bunici sau de alți membri ai familiei.
Termenul părinte se folosește și pentru un bărbat considerat în raport cu copiii săi. (În sens figurat) Îndrumător, călăuzitor, protector spiritual, călugăr, preot. (Figurat) Fondator, întemeietor, inițiator (al unei științe, al unei mișcări culturale etc.). Părinții Bisericii = învățătorii și scriitorii vechii Biserici creștine, cu martori și reprezentanți cu autoritate ai tradiției doctrinare a Bisericii care pe baza scripturilor au elaborat ansamblul doctrinelor creștinismului.

### Parinti diferiti
"" Părinți adoptivi "" Părinți care adoptă un copil legal.
"" Părinți vitregi "" Parinte care se căsătorește cu  un părinte biologic al copilului.